# Bartók Béla Elméleti Líceum
A Bartók Béla Elméleti Líceum (románul: Liceul Teoretic Bartók Béla) magyar tannyelvű gimnázium Temesváron. Józsefvárosban, a római katolikus plébániatemplom szomszédságában álló épülete 1932-ben Székely László, korábbi temesvári főépítész tervei alapján épült.

## Történelem
Az iskola épületét 1932-ben emelték, eredetileg felekezeti iskolaként. 1948-ban államosították; ezután általános iskolaként, majd 1956-tól 6-os számú Magyar Tannyelvű Középiskolaként működött. Az 1960-as években román, magyar és német nyelvű általános iskola kapott itt helyet, 1971-től pedig ismét magyar tannyelvű gimnázium, 2-es számú Matematika-Fizika Líceum néven, azonban a hatalom az 1980-as években megszüntette az önállóságát.
Az 1989-es romániai forradalom után, 1990-ben alakult meg önálló magyar tanítási nyelvű iskolaként a Bartók Béla Elméleti Líceum. 1995-ben 25 fős kollégiumot alakítottak ki, melynek befogadóképességét 2002-ben megduplázták. 1998-ban hároméves tanítóképzőt indítottak. 2006-ban domborművet avattak a névadó Bartók Béla születésének 125. évfordulója alkalmából. 2010-ben iskolaösszevonások miatt a Temesváron működő két magyar általános iskolai tagozat is az iskola részévé vált, 2012-ben pedig óvodai csoportokkal bővült az intézmény.

## Oktatás
A 2018/2019-es tanévben az intézmény 3 óvodai csoporttal, 10 alsó- és 8 felsőtagozatos, valamint 11 gimnáziumi osztállyal működik, melyekben összesen 600 gyermek tanul, 53 pedagógus munkájával. A gimnáziumi osztályok a következő specializációkkal működnek:
- matematika–informatika (reál);
- társadalomtudomány (humán);
- közgazdasági.

Testvériskolai kapcsolatot ápol az aradi Csiky Gergely Iskolacsoporttal, a nagyenyedi Bethlen Gábor Kollégiummal,a sárospataki Árpád Vezér Gimnáziummal, a budapesti Szent László Gimnáziummal, a zentai Bolyai Tehetséggondozó Gimnáziummal, a szegedi Ady Endre Kollégiummal, a zentai Stevan Sremac Általános Iskolával, a szegedi Gedói Általános Iskolával, a szabadkai Széchenyi István Általános Iskolával és a vésztői Kiss Bálint Református Általános Iskolával.